# Ignatz von Kolisch
Ignatz von Kolisch (Bratislava, 6 aprile 1837 – Vienna, 30 aprile 1889) è stato uno scacchista slovacco naturalizzato austriaco.
Fu uno dei più forti giocatori della seconda metà dell'Ottocento.

## Biografia
Nacque da una famiglia ebrea a Bratislava, allora appartenente all'Impero austro-ungarico. In gioventù conobbe il principe russo Kushelev-Bezborodko, del quale divenne segretario privato.
Nel 1868, un anno dopo aver vinto il grande torneo di Parigi, abbandonò gli scacchi per intraprendere una carriera di banchiere, nella quale ebbe altrettanto successo che negli scacchi.
Nel 1881 gli venne conferito il titolo di barone dell'Impero Austriaco.

## Carriera scacchistica
Nel 1860 vinse il torneo ad eliminazione diretta di Cambridge in Inghilterra.
In seguito disputò diversi match coi più forti giocatori dell'epoca:
- - Match con Louis Paulsen a Londra 1860: perse (+ 6 – 7 = 18).
  - Match con Thomas Barnes a Londra 1860: vinse (+ 10 – 1 = 0).
  - Match con Bernhard Horwitz a Manchester 1860: vinse (+ 3 – 1 = 0).
  - Match con Adolf Anderssen a Parigi 1861: perse (+ 3 – 4 = 2).
  - Match con Ilja Shumov a San Pietroburgo 1862: vinse (+ 6 – 2 = 0).
  - Match con Sergey Urusov a San Pietroburgo 1862: pareggiò (+ 2 – 2 = 0).
  - Match con Philip Hirschfeld a Parigi 1864: pareggiò (+ 4 – 4  = 0).
  - Match con Samuel Rosenthal a Parigi 1864: vinse (+ 7 – 6 = 0).

Il suo più grande successo è stata la vittoria nel grande torneo di Parigi 1867 (doppio turno, le patte non contavano) con 20/24, davanti a Simon Winawer, Wilhelm Steinitz, Gustav Neumann e altri. Il torneo si svolse nel famoso café de la Régence di Parigi.
A questo torneo partecipò anche il famoso problemista americano Sam Loyd, classificandosi però agli ultimi posti.

## Carriera bancaria
Nel 1868 a Vienna conosce il barone Albert Rothschild, un ricchissimo banchiere austriaco e patrono degli scacchi dell'epoca, che lo aiuta ad entrare nel mondo della finanza. In breve tempo Kolisch diventa egli stesso un ricco banchiere, sponsorizzando anche diversi tornei come Baden-Baden 1870 e Vienna 1882.
Nel 1869 fonda la Wiener Börse Syndikatskasse e nel 1873 una banca commissionaria a Parigi.